# Copa Espírito Santo de Futebol 2024
In 2024 werd de 21ste editie van de Copa Espírito Santo de Futebol gespeeld voor voetbalclubs uit de Braziliaanse staat Espírito Santo. De competitie werd georganiseerd door de FES en werd gespeeld van 27 april tot 24 augustus. Porto Vitória won de beker en plaatste zich zo voor de nationale Série D 2025.

## Eerste fase
| Plaats | Clu           | Wed. | W | G | V | Saldo | Ptn. |
| ------ | ------------- | ---- | - | - | - | ----- | ---- |
| 1.     | Porto Vitória | 8    | 6 | 0 | 2 | 19:8  | 18   |
| 2.     | Desportiva    | 8    | 5 | 2 | 1 | 14:6  | 17   |
| 3.     | Vitória       | 8    | 4 | 3 | 1 | 16:10 | 15   |
| 4.     | Rio Branco    | 8    | 3 | 4 | 1 | 13:10 | 13   |
| 5.     | Real Noroeste | 8    | 3 | 2 | 3 | 20:19 | 11   |
| 6.     | Capixaba      | 8    | 3 | 2 | 3 | 8:7   | 11   |
| 7.     | Linhares      | 8    | 3 | 2 | 3 | 9:11  | 11   |
| 8.     | Vilavelhense  | 8    | 0 | 2 | 6 | 6:17  | 2    |
| 9.     | Sport         | 8    | 0 | 1 | 7 | 4:21  | 1    |

|  | Geplaatst voor tweede fase |
|  | Uitgeschakeld              |

## Tweede fase

### Groep A
| Plaats | Clu           | Wed. | W | G | V | Saldo | Ptn. |
| ------ | ------------- | ---- | - | - | - | ----- | ---- |
| 1.     | Porto Vitória | 8    | 7 | 1 | 0 | 19:2  | 22   |
| 2.     | Real Noroeste | 8    | 3 | 2 | 3 | 11:8  | 11   |
| 3.     | Vilavelhense  | 8    | 3 | 1 | 4 | 8:11  | 10   |
| 4.     | Rio Branco    | 8    | 1 | 3 | 4 | 3:7   | 6    |

|  | Geplaatst voor finale |

### Groep B
| Plaats | Clu        | Wed. | W | G | V | Saldo | Ptn. |
| ------ | ---------- | ---- | - | - | - | ----- | ---- |
| 1.     | Vitória    | 8    | 5 | 2 | 1 | 11:6  | 17   |
| 2.     | Desportiva | 8    | 4 | 2 | 2 | 10:6  | 14   |
| 3.     | Capixaba   | 8    | 2 | 1 | 5 | 5:15  | 7    |
| 4.     | Linhares   | 8    | 0 | 2 | 6 | 2:14  | 2    |

## Finale
|                   |                      |       |                                      |                                                                                                |
| 24 augustus 17:00 | Porto Vitória        | 1 – 0 | Vitória                              | Estádio Kléber Andrade, Cariacica Toeschouwers: 1.678 Scheidsrechter: Davi de Oliveira Lacerda |
| 24 augustus 17:00 | Patrick Leonardo 73' |       | 20' (pen) 53' Pedro 80' (own) Ronald | Estádio Kléber Andrade, Cariacica Toeschouwers: 1.678 Scheidsrechter: Davi de Oliveira Lacerda |

## Kampioen
| Copa Espírito Santo de Futebol de 2024 |
| Águia Branca                           |
| -------------------------------------- |
| PORTO VITÓRIA Kampioen (1° titel)      |